# Zunftzeichen

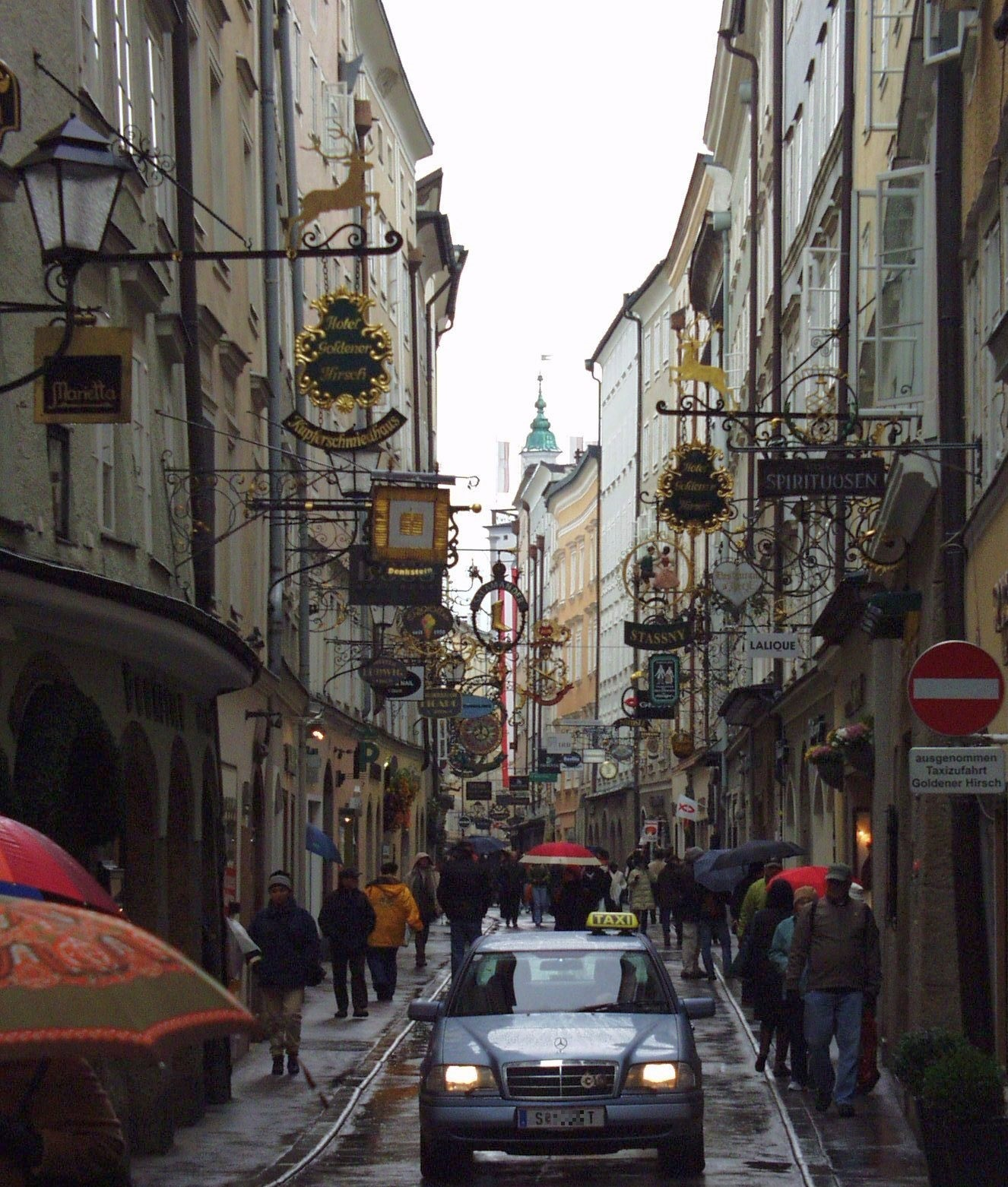
Die Getreidegasse in Salzburg – ein gutes Beispiel für die Zunftzeichen, die als Nasenschilder ausgeführt sind.

Die mittelalterlichen Zünfte symbolisierten ihr Berufs- und Gemeinschaftsverständnis in Form von Zunftzeichen. Diese Zeichen sind teilweise von einem Wappenschild umgeben. Neben Zunftzeichen in Form eines Symbols gibt es weitere Zunftzeichen.

## Zunftzeichen als Symbole
Die Zünfte sind längst vergangen, ihre Zeichen in Form von Symbolen existieren immer noch. Sie werden als Berufszeichen er- und anerkannt; finden sich häufig in abgewandelten Formen heute noch auf Firmenfahrzeugen, -inserationen und -briefköpfen. Sie werden auch heute noch als Zeichen verwendet, mitunter noch traditionell als Nasenschilder. Auf Versammlungen von Innungen werden diese Zeichen zum Teil auf Zunftflaggen gezeigt. Symbolisierte Werkzeuge der jeweiligen Handwerke wurden in Zunftzeichen verwendet. Neben den sprechenden Zeichen, wie beispielsweise eine Brezel für den Bäcker oder der Hammer für den Schmied, gaben sich die Zünfte auch durch Zeichen, durch Verwendung von Schutzheiligen zu erkennen. In katholischen Gegenden waren es Heilige und in den protestantischen später Gestalten der antiken Mythologie. Wie die Zusammensetzung der Zünfte (in denen z. T. verschiedene Berufe kombiniert waren) variierten auch die Zeichen je nach Region.
Die Zunftzeichen hatten nicht nur eine Bedeutung für das Verständnis der jeweiligen Zunft nach innen, sondern dienten als Werbung oder als Zeichen für des Lesens nicht mächtige oder unterschiedlich mehrsprachige Bevölkerungsgruppen.
Die traditionelle Verbreitung der Zunftzeichen führte dazu, dass auch für Berufe die erst lange nach der Auflösung der Zünfte entstanden solche Zeichen erdacht wurden, z. B. für Elektriker oder das Kfz-Gewerbe.

## Weitere Zunftzeichen
Weitere Zunftzeichen waren die Zunftlade oder -truhe bis zu den Zunftfahnen sowie Tischzeichen in Wirtshäusern. Die Zünfte hatten spezielle Trinkgefäße aus Metall oder Keramik, ja sogar eigene Totenschilde und Bahrtücher. Auf Versammlungen gab es Zunftstäbe, Zunftkerzen und die schon erwähnten Zunftfahnen als Zeichen der jeweiligen Zunft. Diese Zunftzeichen und ihre Verwendung war in ganz bestimmte Regularien integriert. Beispielsweise durften in der Zeit, in der die Zunfttruhe geöffnet war, nur bestimmte Personen sprechen, und das Trinken und Essen war untersagt.

## Liste von Zunftzeichen
| Zunft                                        | Beschreibung | Zeichen                  |
| -------------------------------------------- | --- | ------------------------ |
| Apotheker                                    | Mörser mit Pistill. |                          |
| Bader                                        | ... im güldenen Schild eine knotenweis verschlungene Aderlassbinde, in deren Mitte ein grüner Papagei prangte... |                          |
| Bäcker                                       | Eine Brezel oder zwei aufrecht stehende Löwen halten gemeinsam eine Brezel und jeweils ein Schwert. Die Schwerter sind durch die Brezel hindurch gekreuzt. Über der Brezel ist eine Krone. Oftmals ist ein 4er-Brötchen unter der Krone ebenfalls vorhanden. |                          |
| Beton- und Stahlbetonbauer                   | Latthammer gekreuzt mit einem Beil; dahinter die Flechterzange (Rabitz-, Monierzange) mit einem Zirkel auf gleicher Ebene mit der Gestellsäge und einem Dreieck.                                                                                             |                          |
| Bierbrauer und Mälzer                        | Brauerstern oder gekreuzte Maischkrücke, Malzschaufel und Bierschöpfer | alternative Beschreibung |
| Buchbinder                                   | Drei gekreuzte Werkzeuge über einer Buchpresse. |                          |
| Buchdrucker                                  | Doppeladler, der in den Fängen Winkelhaken und Tenakel hält. |                          |
| Dachdecker                                   | Ein Schieferhammer gekreuzt mit einem sächsischen Ziegeldeckhammer zusammen mit einem Zirkel. |                          |
| Elektroinstallateur                          | Ein Blitz zwischen zwei Freileitungen und drei Isolatoren. | ,                        |
| Fischer                                      | Zwei gekreuzte Fische. |                          |
| Fleischer, Metzger, Schlachter, Fleischhauer | (Variante 1) Lamm mit Flagge (auch bekannt als Osterlamm mit der Siegesfahne und ist öfters in Kirchen zu finden beziehungsweise bei christlichen Organisationen).                                                                                           |                          |
| Fleischer, Metzger, Schlachter, Fleischhauer | (Variante 2) Stierkopf mit zwei Beilen darunter. |                          |
| Fleischer, Metzger, Schlachter, Fleischhauer | (Variante 3) Löwe mit Axt. |                          |
| Friseur                                      | An einer Mauer hängendes Barbier(Rasier)becken. Aus der Barbier-, Bader und Wundarztzunft. |                          |
| Gerber                                       | Böcke, Strauch. |                          |
| Glaser                                       | Vier Gekreuzte Werkzeuge: v.H.n.V. Kröseleisen, Glaserdiamant/Glasschneider, Glaserhammer, Lötkolben/Feuerkolben |                          |
| Goldschmied                                  | Drei Ringe und ein Pokal von einem Sechseck umgeben. |                          |
| Handschuhmacher                              | Ein Paar Handschuhe. |                          |
| Hufschmied                                   | Hufeisen über einer gemauerten Esse. |                          |
| Hutmacher                                    | |                          |
| Kerzenzieher (und Seifensieder)              | Kerzenbündel (und Seifenstücke). |                          |
| Klempner und Installateur                    | Die wichtigsten Werkzeuge: den Löthammer und den Treibhammer. |                          |
| Knopfmacher                                  | |                          |
| Konditor                                     | Baumkuchen. |                          |
| Küfer                                        | Hammer und gekreuzte Bandhaken. |                          |
| Krämer/Kramer, Händler                       | Eine Waage haltende Hand. |                          |
| Kürschner                                    | Ein Hermelinwappen zwischen zwei aufrechten Löwen. |                          |
| Maler und Lackierer                          | Im Schild drei kleinere Schilde, oben zwei nebeneinander, darunter eines in der Mitte |                          |
| Maurer                                       | Siegel mit mittigem leicht ausgestelltem Zirkel, umgeben von Hammer und Kelle in einem Zeichendreieck. |                          |
| Müller                                       | |                          |
| Optiker                                      | Brille und Fernrohr unter einem Kometen. |                          |
| Optiker                                      | wie vor, Wiener Gewerbewappen. |                          |
| Papiermacher                                 | |                          |
| Pfandleiher                                  | Drei (goldene) Kugeln, die mittlere etwas tiefer hängend. |                          |
| Posamentierer                                | Wiener Gewerbewappen. |                          |
| Putzmacher                                   | Frauenkopf mit Hut. |                          |
| Riemer                                       | Riemengeschirr im Wiener Gewerbewappen. |                          |
| Sattler                                      | Sattel und Werkzeuge. |                          |
| Schlosser                                    | Zwei gekreuzte Schlüssel, manchmal mit einem Zahnrad. |                          |
| Schmied                                      | Hammer, Zange und Feuerschlange Aspis. |                          |
| Schneider                                    | Eine (offene) Schere, durch deren Grifflöcher ein Stoffband locker gezogen ist. Darunter ein Fingerhut. |                          |
| Seifensieder (und Kerzenzieher)              | Seifenstücke (und Kerzenbündel) |                          |
| Schreiner bzw. Tischler                      | Hobel, Winkel und Zirkel. |                          |
| Schröter                                     | Schrotleiter, Fasshaken und Weinfass mit sog. Stütz. |                          |
| Schuhmacher                                  | Halbmondmesser, Stiefel, doppelköpfiger Adler. |                          |
| Steinmetz bzw. Steinbildhauer                | Symbol mit drei Knüpfeln in einem Ring für Lehrling, Geselle und Meister. |                          |
| Stuckateur                                   | Ein Winkel hinter einer Mörtelkelle, überhöht von einem geöffneten Zirkel. |                          |
| Tuchmacher                                   | Rauherkratze und Tuchschere. |                          |
| Weber                                        | Drei Weberschiffchen im Dreieck angeordnet. |                          |
| Windmüller                                   | Mühlstein davor Mehlsack mit Bockwindmühle. |                          |
| Zimmerer                                     | Siegel mit Schrotsäge, Breitbeil und Axt gekreuzt und einem Zirkel. |                          |